# Kurt Frölich
Kurt Frölich (* 27. Mai 1893 in Leipzig; † 7. Juni 1941 in Dresden) war ein Dresdner Arbeiterfunktionär und Widerstandskämpfer.

## Leben

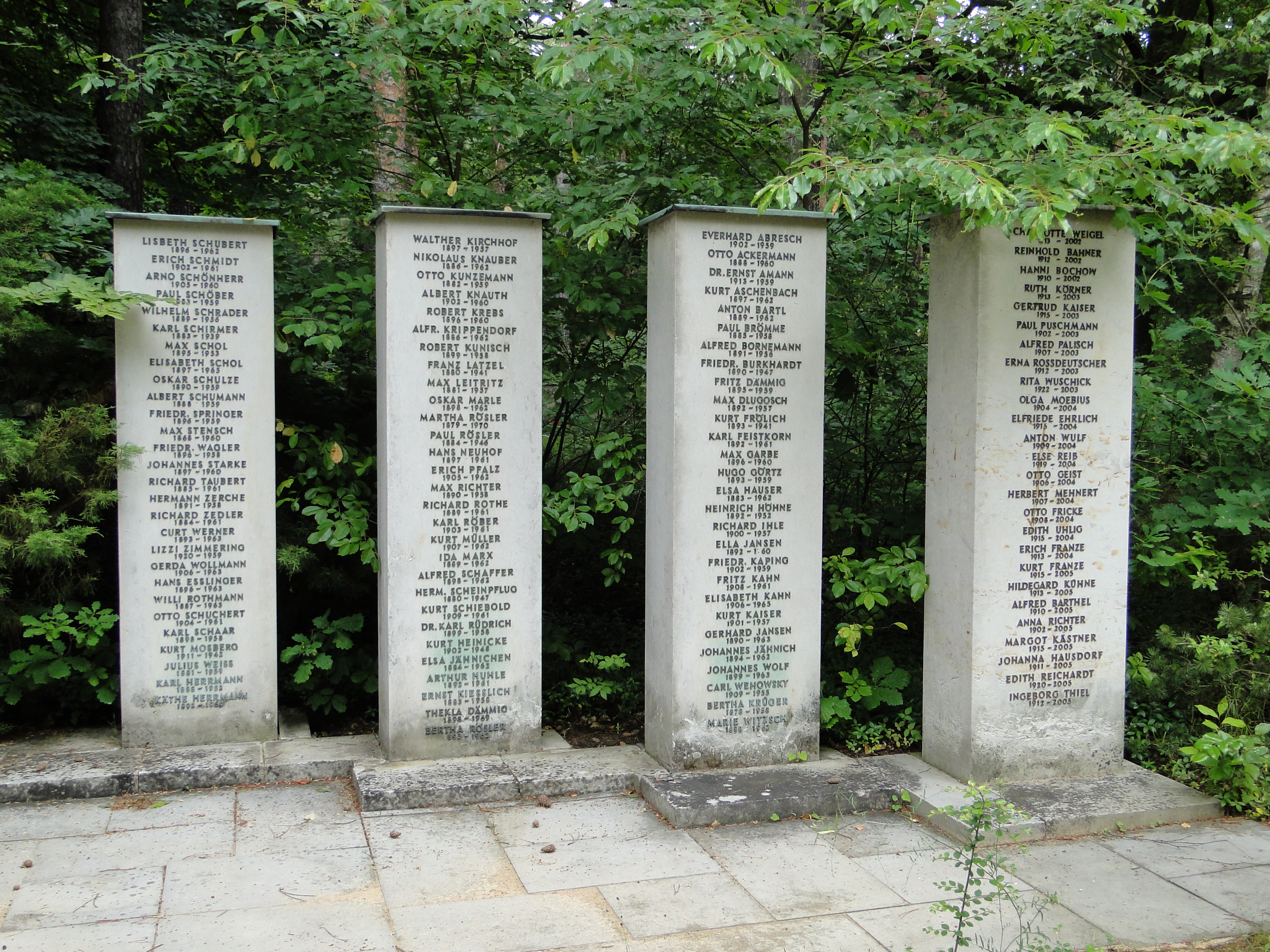
Frölichs Urnengrab auf dem Heidefriedhof

Kurt Frölich wuchs als Kind Leipziger Arbeiter auf. Nach dem Besuch der Schule erlernte er den Beruf des Schriftsetzers. Er schloss sich der sozialistischen Jugendbewegung und später der SPD an. Aufgrund der Erziehung im Elternhaus sowie eigener Erlebnisse als Soldat im Ersten Weltkrieg wurde er ein entschiedener Kriegsgegner und nahm 1918 an der Novemberrevolution teil. Enttäuscht von der Politik der rechten SPD-Spitze während der Novemberrevolution schloss sich Frölich vorübergehend der anarchistischen Bewegung an.
Im Jahr 1919 wurde Frölich Mitglied des Vereins „Ansiedlung Ost“, der die junge Sowjetmacht unterstützte. In dieser Zeit lernte er seine spätere Ehefrau Elsa Frölich (1898–1990) kennen. Er nahm 1920 in Leipzig an den Kämpfen gegen den Kapp-Putsch teil. Im gleichen Jahr wurde er Mitglied der KPD. Von 1921 bis 1925 lebte und arbeitete er mit seiner Familie in der Sowjetunion.
Frölich kehrte mit seiner Familie 1925 nach Deutschland zurück und nahm in Dresden eine Stelle in der Druckerei der Tageszeitung der KPD für Ostsachsen, der Arbeiterstimme, an. Er gehörte der KPD-Bezirksleitung Ostsachsen an und wirkte als Propagandist und Instrukteur vor allem in Dresden-Leuben.
Nach der Machtergreifung wurde Kurt Frölich im März 1933 verhaftet, in das als Gefängnis umfunktionierte Volkshaus gebracht und von der SA misshandelt. Später wurde er in die Untersuchungsstrafanstalten I und II des Oberlandesgerichtes Dresden verlegt und kam nach seiner Verurteilung zuerst in das KZ Colditz und 1937 in das KZ Sachsenburg. Zwar wurde Frölich aufgrund seines Gesundheitszustandes entlassen, starb aber an den Folgen der erlittenen Misshandlungen. Sein Urnengrab befindet sich im Ehrenhain des Dresdner Heidefriedhofs, wo später auch seine Frau beigesetzt wurde.

## Darstellung Frölichs in der bildenden Kunst
- Lea Grundig: Kurt Fröhlich (Radierung, 1934)
- Wilhelm Lachnit: Arbeiter und Maschine (Tafelbild, 1924)[1]

## Gedenken

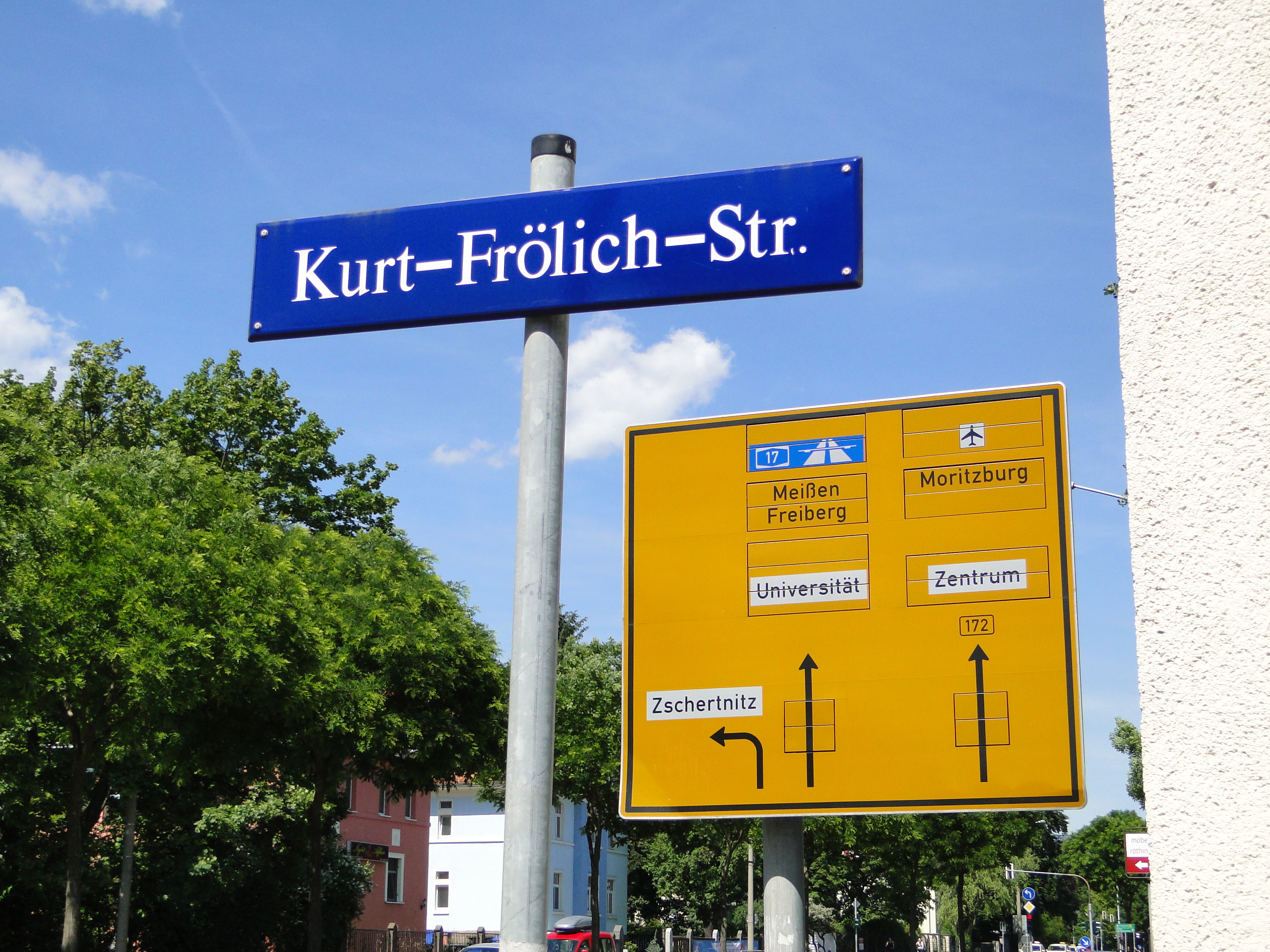
Kurt-Frölich-Straße in Dresden

Im Jahr 1946 wurde die Krusestraße in Dresden-Strehlen in Kurt-Frölich-Straße umbenannt. Die 66. Polytechnische Oberschule trug den Ehrennamen „Kurt Frölich“; nach der Wende wurde sie zur 66. Mittelschule. 